# منیکهینا
منیکهینا (به لاتین: Menikhinna) یک منطقهٔ مسکونی در سری‌لانکا است که در استان مرکزی (سری‌لانکا) واقع شده‌است.